# Irène Carbonnier
Pour les articles homonymes, voir Carbonnier.
Irène Carbonnier, née le 10 août 1950 à Poitiers, est une magistrate française. Elle est présidente de la Fédération des associations réflexion action prison et justice (ARAPEJ) de 2009 à 2016. Elle siège à la cour d’assises de la Gironde, lors du procès de Maurice Papon en 1997-1998.  

## Biographie
Irène Carbonnier naît dans une famille protestante. Elle est la fille de Jean Carbonnier, juriste et universitaire et de Madeleine Hugues, avocate et petite-fille d'Edmond Hugues, fondateur du Musée du Désert. Sa sœur, Marianne Carbonnier-Burkard, est historienne du protestantisme. 
Elle fait des études de droit et devient auditrice de justice en 1975. Elle est nommée juge au tribunal de grande instance de Colmar en 1977, puis à l'administration centrale du ministère de la Justice, en 1979 et conseiller référendaire à la Cour de cassation en 1984. Elle est vice-présidente du tribunal de grande instance de Bordeaux en 1991. Chargée de mission au ministère de l’Éducation nationale, de l’Enseignement supérieur et de la Recherche en 2000, elle est membre du Comité national de lutte contre la violence à l'école.
Irène Carbonnier est promue conseiller à la cour d’appel de Paris en 2005, avocat général près la cour d’appel d’Agen en 2009, puis présidente de chambre à la cour d’appel de Paris en 2012. Elle est magistrate honoraire depuis 2017.

### Activités institutionnelles et associatives
Irène Carbonnier est présidente de la Fédération des associations réflexion action prison et justice (FARAPEJ), une association protestante qui accompagne détenus ou sortants de prison, de 2009 à 2016, jusqu'à la fusion entre l'association et le Centre d'action sociale protestant (CASP). Elle est membre du bureau du conseil d'administration du Centre d'action social protestant et du conseil d'administration de la FARAPEJ.

### Le procès Papon
Irène Carbonnier siège à la cour d’assises de la Gironde en 1997-1998, lors du procès de Maurice Papon, en tant que deuxième assesseure du président de la cour d’assises de la Gironde. Elle évoque les circonstances du procès dans le cadre du programme mené par l’Association française pour l’histoire de la justice.

## Distinctions
- Chevalière de la Légion d'honneur, 2014[9]